# Leopardgrouper
Leopardgrouper (Plectropomus leopardus) är en art i familjen havsabborrfiskar som finns i västra Stilla havet.

## Utseende
En avlång men kraftigt byggd fisk med 1 till 4 långa huggtänder i överkäken. Gällocket har 3 taggar, av vilka den översta och understa dock är täckta av hud. Ryggfenan består som vanligt hos familjen av två ihopväxta delar, den främre hård och bestående av taggstrålar (7 eller 8 hos denna art, den 3:e eller 4:e längst), den bakre mjuk, uppbyggd av mjukstrålar (10 till 12). Analfenan har en liknande konstruktion med 3 taggstrålar och 8 mjukstrålar. Bröstfenorna har bara mjukstrålar, 15 till 17 stycken. Färgen är olivgrön, rödbrun, rödorange eller rent röd med många små blå prickar, vanligen med mörk kant, över huvud och kropp med undantag av undersidan. Kring ögat har den en blå ring, bröstfenorna är rödaktiga till genomskinliga med mörka fenstrålar, och stjärtfenan har ett otydligt mörkt band längs den bakre kanten, samt vanligtvis ett vitt streck närmare mitten. Som mest kan arten bli 120 cm lång och väga 23,6 kg, men blir vanligen inte mycket mer än 35 cm lång.

## Vanor
Leopardgroupern vistas vid korallrev på djup från 3 till 100 m. Ungfiskarna uppehåller sig på grunt vatten nära rev, speciellt bland korallgrus. De vuxna fiskarna lever av fisk, ungfiskarna av småfisk och ryggradslösa djur som kräftdjur och bläckfisk. Högsta konstaterade ålder är 26 år.

### Fortplantning
Arten är en hermafrodit med könsväxling, som börjar sitt liv som hona. Den blir könsmogen mellan 2 och 4 års ålder (21 – 47 cm). Könsväxling förefaller äga rum vid en längd mellan 30 och 54 cm. Leken, då flera individer samlas, sker under september till november (eventuellt även december) vanligtvis vid ny- eller fullmåne, beroende på geografiskt läge. Det förekommer att mer än en hane och flera honor leker tillsammans.

## Betydelse för människan
Leopardgroupern är en populär matfisk som är föremål för både kommersiellt fiske och sportfiske, trots viss risk för ciguateraförgiftning. Vanliga fångstmetoder är ljuster, spö, fällor och trål.

## Status
Arten är klassificerad som nära hotad ("NT") av IUCN, och beståndet minskar. Orsaken är överfiske.

## Utbredning
Utbredningsområdet omfattar västra Stilla havet från södra Japan till Queensland och Western Australia i Australien samt österut till Karolinerna och Fiji.